# Fushigi Yamada
Kyoko Yamada (山田 恭子 Yamada Kyōko?), más conocida por su nombre artístico, Fushigi Yamada (山田 ふしぎ Yamada Fushigi?), es una seiyū japonesa afiliada con 81 Produce.

## Filmografía
| Como Kyoko Yamada                         | Como Kyoko Yamada         | Como Kyoko Yamada |
| Título                                    | Papel                     | Notas             |
| ----------------------------------------- | ------------------------- | ----------------- |
| Bikkuriman                                | Dossuke                   |                   |
| Doraemon                                  | Yamada-kun                |                   |
| Doraemon: Nobita no Sōsei Nikki           | (Emodoran, Suneko)        |                   |
| Dragon Quest: Las aventuras de Fly        | Miina                     |                   |
| Mahou Tsukai Sally 2                      | Poppy                     |                   |
| Mobile Fighter G Gundam                   | Hoy                       |                   |
| Sailor Moon R                             | Kirin                     | Ep. 67            |
| Transformers: Chōjin Masterforce          | Browning, Parrot          |                   |
| Ultraman USA                              | Andy                      |                   |
| Wakakusa Monogatari Nan to Jou Sensei     | Demi                      |                   |
| Yawara!                                   | Kurokawa                  |                   |
| Como Fushigi Yamada                       |                           |                   |
| Título                                    | Papel                     | Notas             |
| Asobou! Hello Kitty                       | Pekkle                    |                   |
| Denji Sentai Megaranger vs. Carranger     | Picoto                    |                   |
| Kiteretsu                                 | Mamekoro                  | Segunda voz       |
| Magic Knight Rayearth 2                   | Niño A                    | Ep. 40-41         |
| Pokémon: Destiny Deoxys                   | Masato                    |                   |
| Pokémon: Jirachi Wishmaker                | Masato                    |                   |
| Pokémon Advanced                          | Masato                    |                   |
| Pokémon Ranger and the Temple of the Sea  | Masato                    |                   |
| Pokémon: Lucario and the Mystery of Mew   | Masato                    |                   |
| Pokémon: The Mastermind of Mirage Pokémon | Masato                    |                   |
| S-cry-ed                                  | Akira Terada              |                   |
| Saru Get You -On Air-                     | Piposaru, Pipotron Yellow |                   |